# Paradelphomyia pleurolinea
Paradelphomyia pleurolinea är en tvåvingeart som beskrevs av Alexander 1950. Paradelphomyia pleurolinea ingår i släktet Paradelphomyia och familjen småharkrankar. Inga underarter finns listade i Catalogue of Life.